# I Am Not a Serial Killer
Ich bin kein Serienkiller (Originaltitel: I Am Not A Serial Killer) ist ein Thriller von Dan Wells aus dem Jahr 2009. Es ist der erste Band der John-Wayne-Cleaver-Reihe. Die Fortsetzung, Mr. Monster, wurde 2010 in Großbritannien veröffentlicht. Der dritte Band, I Don’t Want to Kill You, wurde im Januar 2011 in Großbritannien und im März 2011 in den Vereinigten Staaten veröffentlicht. Der vierte Band, The Devil's Only Friend, wurde im Juni 2015 veröffentlicht und der fünfte Band, Over Your Dead Body, wurde im Mai 2016 veröffentlicht.
Wells erklärte, dass er das Buch als Zielgruppe für seine Altersklasse schrieb. Dadurch, dass das Buch eigentlich einen Teenager als Protagonisten behandelt, ist es eher für Jugendliche. Das Buch wurde unterschiedlich veröffentlicht; in Großbritannien ist es ein Thriller für Jugendliche, in den Vereinigten Staaten ist es für beide Altersklassen und in Deutschland ist es ein Thriller für Erwachsene. Auf Deutsch erschien das Buch in der Übersetzung durch Jürgen Langowski 2009 unter dem Titel Ich bin kein Serienkiller im Piper Verlag.

## Handlung
Das Buch behandelt den 15-jährigen John Wayne Cleaver, einen Soziopathen, der über der Leichenhalle seiner Mutter lebt. Er befürchtet, dass es sein Schicksal sei, ein Serienmörder zu werden, daher hat er für sich selbst eine Reihe von Regeln aufgestellt, die seine mörderischen Impulse in Schach halten sollen. Diesen Impulsen aus dem Weg zu gehen wird schwer, als er in eine Reihe von Serienmorden verwickelt wird, da er sich dem Mörder verbunden fühlt.

## Kritik
Die Kritiken für I Am Not A Serial Killer waren meistens gut, viele Kritiker stellten jedoch fest, dass die Wendung des Buches dafür sorgen könnte, dass die Leser aufhören zu lesen, da verschiedene Genres gemischt werden. Kirkus Reviews lobte das Buch für den absolut glaubwürdigen Teenager-Soziopathen (mit einem Herzen aus Gold), seinen dunklen Humor, seinen fesselnden Plottwist und die Beschreibung der Einbalsamierung, um jeden Teenager vor Ehrfurcht erstarren zu lassen, auch wenn er es nicht zugeben will.

## Film
Billy O’Brien setzte eine Filmadaption mit Christopher Lloyd als Crowley, Max Records als John Wayne Cleaver und Laura Fraser als April in den Hauptrollen durch. Toby Froud war für den Film als Designer tätig und Robbie Ryan war als Kameramann engagiert.